# Jorge Fondebrider
Jorge Fondebrider (Buenos Aires, 1956) es un escritor, poeta, ensayista, traductor y periodista cultural argentino. Ha colaborado con los principales diarios y revistas de su país y el exterior, además de haber traducido a escritores como Gustave Flaubert, Guy de Maupassant, Claire Keegan, Patricia Highsmith, Joseph Conrad y Jack London. En el 2003, recibió la Orden de las Palmas Académicas del gobierno de Francia por sus servicios prestados a la cultura francesa.

## Biografía
Entre 1986 y 1992 fue secretario de redacción de la revista Diario de Poesía, cuyo consejo de dirección integró durante los primeros diez años de existencia de la publicación.
Desde el 2002 hasta 2006 se desempeñó como coordinador de eventos y publicaciones del Centro Cultural Ricardo Rojas de la Universidad de Buenos Aires.
Entre 2006 y 2014 colaboró de manera permanente escribiendo una columna mensual para el Periódico de Poesía, de la Universidad Nacional Autónoma de México, integrando asimismo el consejo asesor de la publicación.
En 2003 recibió las Palmas Académicas del gobierno de Francia por servicios prestados a la cultura francesa.
En 2009, junto con Julia Benseñor, creó el Club de Traductores Literarios de Buenos Aires.
En 2024 y 2025 coordinó el Festival Internacional de Poesía de la Feria del Libro de Buenos Aires.

## Obras
- Elegías (sin mención editorial, 1983)
- Imperio de la luna (Buenos Aires, Libros de Tierra Firme, 1987)
- Standards (Buenos Aires, Libros de Tierra Firme, 1993 / México, Trilce Ediciones, 2017 ISBN 9786078460243)
- Los últimos tres años (Buenos Aires, Libros de Tierra Firme, 2007 ISBN 978-987-540-078-8/ México, Ediciones Sin Nombre-Universidad del Claustro de Sor Juana, 2015 ISBN 978-607-9413-14-9)
- La extraña trayectoria de la luz. Poemas reunidos 1983-2013, prólogo de Fabio Morábito (Buenos Aires, Bajo la luna, 2016 ISBN 978-987-692-141-1)
- Las cosas escondidas por el sueño. Antología 1983-2016 (Medellín, Otramina /EAFIT, 2021 ISBN 978-958-720-742-2)
- La suerte que nos toca (Buenos Aires, Gog & Magog, 2022 ISBN 978-48570-4-0)

Sus libros traducidos a otras lenguas son:
- The Spaces Between, antología traducida al inglés por Richard Gwyn (Meirion House, Glan yr afon, Gales, Gran Bretaña, Cinnamon Press, 2013 ISBN 9781909077140)
- De Tre Senaste Aren, traducción de Los últimos tres años al sueco por Martin Uggla (Malmö, Suecia, Siesta Förlag, 2015 ISBN 9789197973526)

Asimismo, compiló, editó y publicó los volúmenes
- Conversaciones con la poesía argentina (Buenos Aires, Libros de Tierra Firme, 1995 ISBN 978-950-9551-18-3), que reúne entrevistas con 29 poetas nacidos entre 1919 y 1940
- Tres décadas de poesía argentina (Buenos Aires, Libros del Rojas, 2006 ISBN 978-987-1075-59-1)
- Una antología de la poesía argentina. 1970-2008 (Santiago de Chile, LOM, 2008 ISBN 978-956-00-0004-0)
- Giannuzzi. Reseñas, artículos y trabajos académicos sobre su obra (Buenos Aires, Ediciones del Dock, 2010 ISBN 978-987-559-151-6)
- Otro río que pasa. Poesía argentina 1910-2010 (Buenos Aires, Bajo la luna, 2010 ISBN 978-987-1803-02-6)
- Poésie récente d'Argentine. Une anthologie possible (París, Reflet de Lettres, 2013 ISBN 979-10-93202-02-0)
- Cómo se ordena una biblioteca (Santiago de Chile, LOM, 2014 ISBN 978-956-00-0504-5)
- Cómo se empieza a narrar (Santiago de Chile, LOM, 2015 ISBN 978-956-00-0578-6)
- Poetas que traducen poesía (Santiago de Chile, LOM, 2015 ISBN 978-956-00-0599-1)
- Trasandinos (Santiago de Chile, LOM, 2017 ISBN 978-956-00-0928-9)
- Javier Adúriz (Buenos Aires, Ediciones del Dock, 2021 ISBN 978-987-559-430-2)
- Joaquín Giannuzzi. De La Poesía Lo Espero Todo. Entrevistas (Buenos Aires, Seré Breve, 2025 ISBN 978-631-909-0208)

Seleccionó y prologó sendas antologías poéticas de ...
- Joaquín O. Giannuzzi (Buenos Aires, C.E.A.L., 1988)
- Juan Gelman (Buenos Aires, Espasa Calpe, 1994 ISBN 978-950-852-044-9)

Editó y prologó la
- Obra poética de César Fernández Moreno (2 volúmenes, Buenos Aires, Perfil, 1999 ISBN 978-950-639-296-3 e ISBN 978-950-639-297-0)
- Poesía completa de Joaquín O. Giannuzzi (Sevilla, Biblioteca Sibila, 2009 ISBN 978-84-92705-00-)

Su bibliografía se completa con
- La Buenos Aires ajena, testimonios de extranjeros de 1536 a hoy' (Buenos Aires, Emecé, 2001 ISBN 978-950-04-2217-8)
- Versiones de la Patagonia (Buenos Aires, Emecé, 2003 ISBN 978-950-04-2498-1)
- Licantropía. Historias de hombres lobo de Occidente (Buenos Aires, Adriana Hidalgo, 2004 y 2013 ISBN 978-987-1156-16-0)
- La París de los argentinos (Buenos Aires, Bajo la Luna, 2010 ISBN 978-987-9108-77-2)
- Música y poesía, prólogo de Darío Jaramillo (México D.F., UNAM/CONACULTA, 2014 ISBN 9786070260346)
- Historia de los hombres lobo (Santiago de Chile, LOM, 2015 ISBN 978-956-00-0627-1 ISBN 978-956-00-0870-1/ Buenos Aires, LOM, 2016/ Madrid, Editorial Sexto Piso, 2017 ISBN 978-84-16677-29-0 / Bogotá, Luna Libros, 2017 ISBN 978-958-8887-23-4)
- Dublín (Valencia, Pre-Textos, 2019 ISBN 978-84-17830-03-8)
- Seis de Borges (Córdoba, Vilnius, 2020 ISBN 978-987-45282-8-5)
- Una traducción de París (Valencia, Pre-Textos, 2023 ISBN 978-84-19633-30-99
- Los cuervos en la historia (Madrid, Méxuci D.F. y Buenos Aires, Sexto Piso, 2025 ISBN 978-84-10249-59-2)

Con Pablo Chacón publicó el ensayo La paja en el ojo ajeno. El periodismo cultural en Argentina 1983-1998 (Buenos Aires, Colihue, 1998 ISBN 978-950-581-978-2).

## Traducciones
Como traductor del inglés y del francés, sus principales trabajos son:
- Tentativa de agotar un lugar parisino de Georges Perec (Rosario, Beatriz Viterbo, 1992 ISBN 978-950-845-001-2).
- Poemas de Henri Deluy (Buenos Aires, Libros de Tierra Firme, 1995, ISBN 978-950-9551-14-5).
- En la soledad de los campos de algodón de Bernard-Marie Koltès, con Armel Gaulthier (Buenos Aires, Libros de Tierra Firme, 1996 ISBN 978-987-95507-1-7).
- Poesía francesa contemporánea 1940-1997 (Buenos Aires, Libros de Tierra Firme,1997 ISBN 978-9509551381), antología bilingüe que reúne la obra de cuarenta poetas franceses de las últimas décadas.
- El mundo de Gershwin de Edward Jablonski (Buenos Aires, Adriana Hidalgo, 2000 ISBN 978-987-9396-44-5).
- Mi hermano James Joyce de Stanislaus Joyce (revisión y notas, Buenos Aires, Adriana Hidalgo, 2000 ISBN 978-987-9396-42-1).
- Antología poética de Yves Di Manno (Buenos Aires, Libros de Tierra Firme, 2000 ISBN 978-987-540-009-2).
- George Sand. Una vida de mujer en primer plano de Belinda Jack (Buenos Aires, Vergara, 2001).
- El procedimiento silencio de Paul Virilio (Buenos Aires, Paidós, 2001 ISBN 978-950-12-6526-2).
- A.D. El año que cambió el mundo de Daniel Quinn (Buenos Aires, Emecé, 2002 ISBN 978-950-04-2384-7 ISBN 978-950-04-3054-8).
- La última confesión de Morris West Club Círculo de Lectores, Barcelona, 2003 ISBN 978-84-672-0015-7 ISBN 10: 84-672-0015-4),
- Las cortesanas. Un catálogo de sus virtudes de Susan Griffin (Barcelona, Ediciones B, 2003 ISBN 978-84-666-1084-1  ISBN 10: 84-666-1084-7).
- Caminos a lo absoluto: Mondrian, Malévich, Kandinsky, Pollock, Newman, Rothko y Still de John Golding (Madrid, Turner, 2003 ISBN 978-84-7506-633-2 ISBN 84-7506-633-X)
- Recorre los campos azules de Claire Keegan (Buenos Aires, Eterna Cadencia, 2008 ISBN 978-987-24266-6-8).
- Antártida de Claire Keegan (Buenos Aires, Eterna Cadencia, 2009 ISBN 978-987-712-006-6).
- Jardín blanco, de Laura Alcoba (Buenos Aires, Edhasa, 2010 ISBN 978-987-628-088-4)
- Catástrofes, de Patricia Highsmith (Madrid, Norma, 2010 ISBN 978-987-07-1169-8)
- Las tetas de Tiresias, de Guillaume Apollinaire (Buenos Aires, Gog & Magog, 2010 ISBN 978-950-9704-52-7)
- Tres luces de Claire Keegan (Buenos Aires, Eterna Cadencia, 2011 y 2023 ISBN 978-987-1673-73-5).
- El jazz en acción. La dinámica de los músicos sobre el escenario de Robert Faulkner y Howard Becker (revisión y notas, Buenos Aires, Siglo Veintinuno Editores, 2011 ISBN 978-987-629-177-4).
- Nací de Georges Perec (Buenos Aires, Eterna Cadencia, 2012 ISBN 978-987-1673-65-0).
- Lo infraordinario de Georges Perec (Buenos Aires, Eterna Cadencia, 2013 ISBN 978-987-1673-89-6)
- Abrir una caja de Richard Gwyn (Buenos Aires, Gog y Magog, 2013 ISBN 978-950-9704-62-6).
- Madame Bovary. Costumbres de provincia de Gustave Flaubert (Buenos Aires, Eterna Cadencia, 2014 ISBN 978-987-712-040-0) (traducción, prólogo y notas).
- El desayuno del vagabundo de Richard Gwyn (Buenos Aires, Bajo la luna, 2014 ISBN 978-987-1803-64-4/ Santiago de Chile, LOM, 2014 ISBN 978-956-00-0553-3 / Valencia, Pre-Textos, 2018 ISBN 978-84-17143-65-7).
- Caída la noche de Antoine Choplin (Santiago de Chile, LOM, 2015 ISBN 978-956-00-0601-1).
- Recolectores de nueces de Tom Pow (México D.F., La Joplin/Conaculta, 2015 ISBN 978-6079601157).
- Aves de invierno y otros poemas de Moya Cannon (Valencia, Pre-Textos, 2015 ISBN 978-84-16453-26-9).
- Intervalo de Owen Martell (Santiago de Chile, LOM, 2016 ISBN 978-956-00-0647-9 / Buenos Aires, Bajo la luna, 2017 ISBN 978-987-1803-98-9).
- Once cuentos de Klondike de Jack London (Buenos Aires, Eterna Cadencia, 2016 ISBN 978-987-712-110-0).
- Ciudades y recuerdos. Una antología de poemas de Richard Gwyn (México D.F., Trilce Ediciones, 2016 ISBN 9786078460205).
- Paisanos. Los irlandeses olvidados que cambiaron la faz de Latinoamérica de Tim Fanning (Buenos Aires, Sudamericana, 2017 ISBN 978-950-07-5904-5 / Bogotá, Luna Libros y Fondo de Cultura Económica, 2018 ISBN 978-958-8249-31-5).
- Matemáticas íntimas de Lori Saint-Martin (Buenos Aires, Milena París, 2017 ISBN 978-987-46560-1-8).
- Más que muertos de Anthony Cronin (Santiago de Chile, LOM, 2017 ISBN 978-956-00-0978-4).
- Tres cuentos de Gustave Flaubert (Buenos Aires, Eterna Cadencia, 2018 ISBN 978-987-712-149-0 / Santiago de Chile, LOM, 2018 ISBN 978-956-00-1057-5) (traducción, prólogo y notas).
- Los países de los otros de Patrick McGuinness (Santiago de Chile, LOM, 2018 ISBN 978-956-00-1119-0).
- La filosofía de las barbas, de Thomas S. Gowing (Buenos Aires, Ediciones Godot, Buenos Aires, 2019 ISBN 978-987-4086-68-6 ISBN 978-987-4086-77-8).
- Kambuja y otros poemas, de Yves Di Manno (Buenos Aires, Milena París, Buenos Aires, 2019 ISBN 978-987-46560-3-2).
- Corazón de las tinieblas de Joseph Conrad (Buenos Aires, Eterna Cadencia, 2021 ISBN 978-987-712-222-0) (traducción, prólogo y notas).
- Don Juan O'Brien. Un aventurero irlandés en la Sudamérica del siglo XIX de Tim Fanning (Santiago de Chile, Ediciones UC, 2021 ISBN 9789561427709).
- Cosas pequeñas como esas de Claire Keegan (Buenos Aires, Eterna Cadencia, 2021 ISBN 9789877122404).
- El tercer cerebro. Pequeña fenomenología del smartphone de Pierre-Marc de Biasi (Buenos Aires, Ampersand, 2022 ISBN 9789874161765)
- Al margen del texto. Sobre índices, glosarios y el universo paratextual de Ann M. Blair (Buenos Aires, Ampersand, 2023 ISBN 978-987-4161-89-5)
- Un hombre singular de J.P. Donleavy (Buenos Aires, Compañía Naviera Limitada, 2023 ISBN 978-631-90100-0-8)
- Bouvard y Pécuchet de Gustave Flaubert (Buenos Aires, Eterna Cadencia, 2023 ISBN 978-987-712308-1)
- 10 poetas irlandeses clásicos de VV.AA (México D.F., Del Lirio Editores, 2023 ISBN 9786078930517)
- Cuentos irlandeses contemporáneos de VV.AA, selección y prólogo con Sinéad MacAodha, traducciones de Matías Battistón, Andrés Ehrenhaus, Jan De Jager, Jorge Fondebrider, Inés Garland y Pedro Serrano (Guadalajara, Editorial Universidad de Guadalajara, 2023 ISBN 6075810285) / (Bogotá, Yarumo Libros, 2024 ISBN 9786289598506) / (Buenos Aires, Eterna Cadencia, 2024 ISBN 9789877123227) / (Santiago de Chile, LOM, 2024 ISBN 9789560018649).
- Bien tarde en el día de Claire Keegan (Buenos Aires, Eterna Cadencia, 2024 ISBN 9789877123272).
- Embajador de ninguna parte de Richard Gwyn (Santiago de Chile, LOM, 2025 ISBN 9789560019134).
- No todo termina en un poema de Moya Cannon, traducciones de Jorge Fondebrider, Florencia Fragasso y Julián Massaldi (Buenos Aires, Gog & Magog, 2025 ISBN 9786319078411).
- Idilio y otros cuentos de Guy de Maupassant, traducción, prólogo y notas de Jorge Fondebrider (Buenos Aires, Eterna Cadencia, 2025 ISBN 9789877123609).

Con Gerardo Gambolini, publicó:
Poesía irlandesa contemporánea (Buenos Aires, Libros de Tierra Firme,1999 ISBN 978-950-9551-81-7), antología bilingüe que incluye a cincuenta y cinco poetas de las generaciones posteriores a Yeats. Asimismo, ambos seleccionaron y tradujeron el ciclo del Ulster (Buenos Aires, Vergara, 2000 ISBN 9501521818), una antología de baladas angloescocesas (Buenos Aires, Vergara, 2000 ISBN 950152180X), otra de cuentos folklóricos irlandeses (Buenos Aires, Vergara, 2000 ISBN 9501521796) y Peter Street y otros poemas del poeta irlandés Peter Sirr (Buenos Aires, Bajo la luna, 2008 ISBN 978-987-9108-60-4).

## Otros
- Con Pablo Chacón, realizó el documental Los primeros fueguinos, para la serie DNI, de la Secretaría de Cultura de la Nación. (https://www.youtube.com/watch?v=jwPns0p0KAY)

- Con Ana Fondebrider, en 2013 realizó el documental Minton's 20 años sobre la disquería de jazz homónima (https://www.youtube.com/watch?v=Q5wwu_z5g7U).

- Con Marcelo Lombardero y Guillermo Fernández, adaptó las 12 canciones de la pieza de teatro musical Crimen pasional, de Pierre Philippe y Astor Piazzolla, que se estrenó en el Teatro de la Ribera, de Buenos Aires, el 16 de junio de 2017, con traducción de J.F., Participaron Guillermo Fernández (cantante), Cristian Zárate (dirección musical y piano), Pablo Agri (violín), Nicolás Enrich (bandoneón), Esteban Falabella (guitarra), Roberto Tormo (contrabajo), José Luis Colzani (batería), Florencia Segura y Manuco Firmani (bailarines), Ignacio González Cabno (coreografía), Noelia Svoboda (escenografía), Luciana Gutman (vestuario), Horacio Efrón (iluminación), Leo Leverone (diseño de sonido), y Marcelo Lombardero (dirección artística), asistido por Michelle Krymer.

- Tradujo Colaboración y Tomar partido, piezas teatrales de Ronald Harwood, estrenadas en la Sala Casacuberta del Teatro Municipal "General San Martín", el 30 de mayo de 2019, con dirección de Marcelo Lombardero, y actuaciones de Osmar Núñez, Lucila Gandolfo, Boy Olmi, Romina Pinto, Sebastián Holz y Néstor Sánchez, con diseño y puesta de sonido y video de Gabriel Busso y Marcelo Manente, iluminación de Horación Efrón, vestuario de Luciana Gutman y escenografía de Gastón Joubert, y asistencia artística de Florencia Ayos.